# Jumeirah Gardens

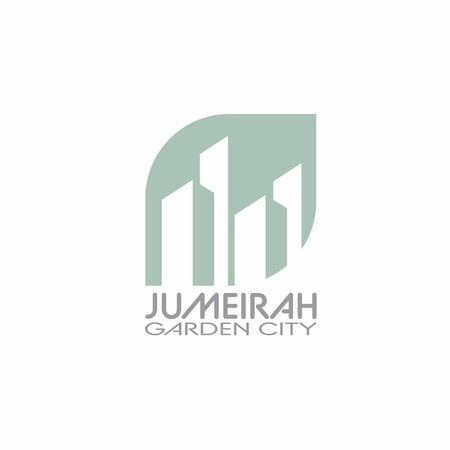
Jumeirah Garden City Logo

Jumeirah Gardens ist der Name eines Bauprojekts in Dubai, Vereinigte Arabische Emirate.

## Das Projekt
Das Vorhaben wurde vom Projektentwickler "Meraas Development" im Oktober 2008 auf der weltgrößten Immobilienmesse "Cityscape Dubai" vorgestellt. Es handelt sich um einen städtebaulichen Umbau, zu dessen Verwirklichung umfangreiche, bereits bebaute Flächen aus den letzten drei Jahrzehnten in Teilen der Stadtteilquartiere "Old Satwa" und "Al Wasl" im Dubaier Stadtteil Jumeirah durch Abriss freigemacht werden müssen. Die Investitionssumme für diese großflächige Aufwertung wurde mit umgerechnet 73,5 Milliarden Euro beziffert.

## Abriss bebauter Flächen
Auf den rund 10,2 Quadratkilometern umgenutzten Flächen sollen einmal ca. 50–60.000 Einwohner Platz finden. Wegen der geplanten hohen Wohndichte fast ausschließlich in Hochhäusern wird versprochen, den neu gestalteten Stadtteil mit viel Grün im Sinne einer Parkstadt anzulegen. Als Vorbild wird das Viertel um den New Yorker Central Park benannt. Auf dem fast 6 km langen Landstrich nordwestlich der Sheikh Zayed Road, der östlich begrenzt ist von der Al Diyafah Street und westlich am Safa Park endet, soll ein relativ schmales Band als verdichtete Zone mit gemischter Wohn- und Bürobebauung entstehen. Die dort bereits vorhandene, meist einfachere und niedrige Wohn- und Gewerbebauung soll daher schrittweise abgerissen werden. Kritik wird vor allem von Bewohnern geäußert, die in dem Stadtteil mit relativ niedrigen Mieten seit Jahren leben, weil sie mit höheren für sie nicht finanzierbaren Mieten rechnen, was einer Vertreibung gleichkommt. 
Das zentral gelegene Gelände soll mit einem schiffbaren Kanal von Ost nach West mit Anschluss an das Meer unweit des Rashed Hafens durchzogen werden. Im Westen erhält diese Wasserstraße ebenso einen Anschluss an den verlängerten Dubai Creek, der südlich durch die Business Bay verläuft und nördlich dann ebenso in den Persischen Golf münden wird. In der Mitte des Entwicklungsgebiets ist eine seeartige Ausweitung als Quartierszentrum geplant. Der Projektentwickler plant acht herausragende "Landmarken", davon einen Wolkenkratzer, der in seiner Form an eine Stimmgabel mit drei Zungen erinnert. Ein anderer Wolkenkratzer ähnelt einem Zeigefinger und ein weiteres riesiges Objekt wird als dreiteiliger Torbogen errichtet.

## Tunnel
Im Oktober 2009 hat Meraas Development weitere Detailplanungen vorgestellt. Die zentrale Achse des schlanken Baugebiets soll einen Tunnel bekommen, der sich von Nordosten am Rande Deiras etwa 6 Kilometer bis zum Safapark hinzieht. Das vierstöckige Bauwerk soll mehrere Funktionen aufnehmen: 1. Entlastung des ebenerdigen Straßenverkehrs vom Wirtschaftsverkehr (Schwerverkehr, Lieferfahrzeuge), 2. Aufnahme einer zweigleisigen U-Bahn und 3. Einbau mehrstöckiger Parkebenen. Ob dieses Vorhaben unter Beteiligung der Verkehrsbehörde RTA verwirklicht wird, ist noch offen, die RTA hat nach eigenen Angaben keine Pläne, eine weitere Strecke der Dubai Metro parallel zur Sheik Zayed Road zu bauen. Es wäre demnach eine isolierte "private" U-Bahn, ähnlich den privaten Dubai Monorails.       

## Zeitplan
Die Terminplanung für Jumeirah Gardens sieht die Bebauung eines ersten kleineren Abschnitts von 2011 bis 2013 vor, während der gesamte Stadtteilumbau bis 2023 verwirklicht sein soll. Nach Angaben von Meraas Development soll die Wirtschaftskrise diesmal nicht zum Innehalten oder Hinausschieben führen, sondern als Chance genutzt werden: gesunkene Grundstückspreise sorgen z. Z. (Ende 2009) für niedrigere Entschädigungszahlungen an die Besitzer der umzunutzenden Flächen.